# Вулька-Ласецька
Вулька-Ласецька (пол. Wólka Łasiecka) — село в Польщі, у гміні Болімув Скерневицького повіту Лодзинського воєводства.
Населення — 52 особи (2011).
У 1975-1998 роках село належало до Скерневицького воєводства.

## Демографія
Демографічна структура станом на 31 березня 2011 року:
|          | Загалом | Допрацездатний вік | Працездатний вік | Постпрацездатний вік |
| -------- | ------- | ------------------ | ---------------- | -------------------- |
| Чоловіки | 24      | 3                  | 17               | 4                    |
| Жінки    | 28      | 8                  | 12               | 8                    |
| Разом    | 52      | 11                 | 29               | 12                   |